# 보스니아 헤르체고비나 축구 협회
보스니아 헤르체고비나 축구 협회(보스니아어: Nogometni/Fudbalski Savez Bosne i Hercegovine; 영어: Football Association of Bosnia and Herzegovina)는 사라예보에 본부를 둔 보스니아 헤르체고비나의 축구 주례 기관이다. 보스니아 헤르체고비나 축구 협회는 1920년 유고슬라비아 사라예보 축구 하위 협회로 설립되었다. 1992년에는 보스니아 헤르체고비나 축구 협회로 재설립되었다.
2002년 5월, 보스니아 헤르체고비나 축구 연맹은 보스니아 지역 축구 협회인 레푸블리카 스릅스카 축구 협회와 이미 헤르체그-보스니아 축구 연맹과 통합된 보스니아 헤르체고비나 축구 협회를 모두 포함하도록 통합되었다. 2011년 4월에는 보스니아 헤르체고비나 축구 연맹에서 보스니아 헤르체고비나 축구 협회로 사명을 변경했다.

## 역사

### 독립 이후
1997-98년 시즌 동안 보스니아-헤르체고비나 축구 리그 대회에는 보스니아와 보스니아 크로아티아 클럽이 처음으로 맞붙었다. 그 전에는 민족적 경계를 따라 엄격하게 나뉘어져 있었다. 보스니아 세르비아 클럽은 2002년에 리그 시스템에 합류했다.

#### 프리미어리그 통합 (2002년 5월)
2002년 5월, 보스니아 헤르체고비나 축구 협회는 보스니아 법인 축구 협회인 사라예보에 본부를 둔 보스니아 헤르체고비나 축구 협회와 바냐루카에 본부를 둔 레푸블리카 스릅스카 축구 협회로 통합되었다. 보스니아 헤르체고비나의 통합 프리미어리그는 2002-03년 시즌부터 시작되어 현재까지 활동하고 있다. 각 반자율 하프에는 자체 연맹도 있다.

#### FIFA, 보스니아 FA 자격 정지
2011년 4월 1일, UEFA와 FIFA는 보스니아 헤르체고비나 축구 협회의 운영 중단을 즉시 발표했다. UEFA와 FIFA는 협회가 새로운 UEFA 법령, 즉 단일 회장이 조직을 이끌어야 하는 규칙을 따르지 않았기 때문에 이를 결정했다. 이들은 데이턴 협정의 경우와 마찬가지로 보슈냐크인, 세르비아계 보스니아인, 크로아트계 보스니아인 각각에 대해 각각 하나씩 세 개의 법령을 가지고 있었다. 새로운 법령이 세 민족 모두 만장일치로 승인된 후 2011년 5월 30일에 운영 중단이 해제되었다.